# Famille De Paoli
Pour les articles homonymes, voir Paoli.
La famille Paoli, De Paoli ou Delli Paoli était une importante famille aristocratique italienne originaire de Corse, qui compte parmi ses représentants les plus illustres le défenseur de l'indépendance corse, Pasquale Paoli. En fait, le patronyme s'est également répandu sous les formes Paoli et Delli Paoli.

## Histoire
La famille descend directement des fabricants de draps de laine de Gubbio, en Ombrie, qui établirent un comptoir commercial en Corse, déjà attesté au début du XIVe siècle. Il existe néanmoins différentes hypothèses de lien entre la famille corse et les diverses familles nobles portant le même nom et parfois les mêmes armoiries disséminées en Italie, notamment à Gênes, en Sicile et à Pesaro.
On sait cependant que le général Pasquale Paoli (plus exactement de' Paoli ou delli Paoli), célèbre pour la rébellion corse et fils de Ghjacintu, correspondait avec la famille éponyme de Gubbio, ce qui suggère une parenté. Giovan Battista Crollalanza rattache la branche corse à la branche de Gubbio, la différenciant ainsi de la branche génoise.
La famille, ayant déménagé en France, reçut de Napoléon Bonaparte le titre de comtes de Chagny, qui fut conservé par les héritiers même après leur déménagement en Ligurie.
Les armoiries de la famille sont les suivantes : D'argent, à une tête de Maure au naturel, les yeux bandés du champ. D'azur, à un bras d'épée.
À cet égard, les traits historiques de la famille incluent un courage enviable au combat, l'une des devises des comtes ligures est d'ailleurs : « Victoire ou mort, ne jamais se rendre. » Parmi les autres traits historiques de la branche génoise figure un amour marqué pour les arts littéraires, il semble même que Giacomo Leopardi ait trouvé refuge à Gênes lors d'un de ses voyages sous la protection de la famille des comtes de Paoli.
Il est également probable que le nom de famille susmentionné se réfère en fin de compte à un lieu d'origine et précisément à des origines françaises probables : le lieu serait le Mont Puy de Dôme près de Clermont Ferrand (où Pascal a effectué ses expériences sur la pression atmosphérique) d'où est originaire "de Puy" d'où est originaire dans la région le groupe des familles de Paul (y compris la famille d'où est originaire Vincent de Paul ou Saint Vincent de Paul ou delli Paoli) avec des mouvements ultérieurs vers le Piémont puis vers l'Italie.
À Gênes, ils ont été enregistrés à l'Albergo De Franchi.
La famille corse est anoblie par Théodore de Neuhoff, roi de Corse, en 1735, apres que Hyacinthe Paoli ait obtenu le rang de Marquis.

## Membres notables
- Hyacinthe Paoli (1690-1763), Général de la nation corse.
- Pascal Paoli (1725-1807), Général de la nation et président de la République corse, franc-maçon du 33e degré, fils du précédant.
- Clemente Paoli (co) (1711-1794), politicien corse, frère aîné du précédant.
- Xavier Paoli (1833-1923), fonctionnaire du ministère français de l'Intérieur et mémorialiste.